# 微觀基礎
微觀基礎（英語：Microfoundations）是指從經濟主體的行為及其相互作用的角度來理解宏觀經濟現象的研究方法。 微觀基礎研究探索宏觀經濟和微觀經濟原理之間的聯繫，以探索宏觀經濟模型中的總體關係。
近幾十年來，宏觀經濟學家試圖結合個人行為的微觀經濟模型來推導宏觀經濟變量之間的關係。目前，許多代表不同理論的宏觀經濟模型是通過匯總微觀經濟模型得出的，允許經濟學家使用宏觀經濟和微觀經濟數據來檢驗它們。然而，微觀基礎研究仍然存在激烈的爭論，管理、戰略和組織學者對“微觀-宏觀”链接有不同的看法。即使在經濟學領域之外，微觀基礎的研究也越來越受歡迎，最近的發展包括运营管理和項目研究。